# توبوليف تو-107
توبوليف تو-107 هي طائرة سوفيتية تجريبية للنقل العسكري مطورة من توبوليف تو-104. وتتميز بباب تحميل خلفي ويفترض أن تقوم بتحميل المركبات الخفيفة، أو قطع المدفعية، أو عدد 70 من المظليين، جسم الطائرة لا يعالج الضغط مما يعني ان المظليين اضطروا لاستخدام أقنعة الأوكسجين. النموذج الوحيد تم بنائه والتحليق به ولكن لم توضع على خطوط الإنتاج.

## المواصفات
الخصائص العامة
- الطول:  ()
- باع الجناح:  ()
- الارتفاع:  ()

الأداء